# فرانز فالتر شتاليكر
فرانز فالتر شتاليكر (10 أكتوبر 1900 - 23 مارس 1942) قائدًا لفرق شوتزشتافل الأمنية ( شرطة الأمن (سيبو) والشرطة الأمنية الألمانية (SD)) لمفوضية الرايخ أوستلاند في 1941-1942.  أمرت ستاليكر أينزاتسغروبن إيه، الأكثر فتكًا من فروع أينزاتسغروبن الأربعة ( فرق الموت خلال الهولوكوست ) النشطة في أوروبا الشرقية المحتلة الألمانية.  قتل في العمل من قبل البارتيزان السوفييت وتم إستبداله بهاينز جوست.

## حياته
ولد في عائلة ثرية في Sternenfels في 10 أكتوبر 1900.  من 1919-1920 كان عضوًا في Deutschvölkischer Schutz und Trutzbund ومنظمة القنصل. درس في جامعة توبنغن حيث حصل على دكتوراه في القانون عام 1927. في 14 أكتوبر 1932، تزوج من لويس جابرييل فريين فون جولتلينجين. أنتج زواجهما أربعة أطفال.

## مهنة النازية المبكرة
في 1 مايو 1932، انضم إلى الحزب النازي (رقم 3,219,015) وكذلك شوتزشتافل (رقم 73,041). في 29 مايو 1933، عُيَّن نائبًا للمدير السياسي للمكتب السياسي لشرطة ولاية فورتمبرغ. في عام 1934، عُيَّن رئيسًا للغيستابو في ولاية فورتمبرغ الألمانية وسرعان ما عُيَّن في المكتب الرئيسي لشرطة الأمنية الألمانية (SD).  في 11 مايو 1937، أصبح رئيس الغستابو في بريسلاو. بعد دمج النمسا في عام 1938، أصبح رئيسًا لقسم الشرطة الأمنة في منطقة الدانوب ( فيينا )، وهو منصب احتفظ به حتى بعد ترقيته إلى إس إس- شتاندارتن فوهرر . في صيف عام 1938، أصبح ستالكر مفتشًا لشرطة الأمن في النمسا، خلفًا لرئيس الغستابو هاينريش مولر في هذا المنصب.  اعتبارًا من 20 أغسطس 1938، كان ستاليكر الرئيس الرسمي للوكالة المركزية للهجرة اليهودية في فيينا، على الرغم من أن زعيمها الفعلي كان أدولف أيخمان.  دفعت الاختلافات في الرأي مع راينهارد هيدريش إلى الانتقال إلى Auswärtiges Amt (وزارة الخارجية)، وبعد ذلك شغل مناصب كقائد لشرطة الأمن والشرطة الأمنية في محمية بوهيميا ومورافيا تحت إس إس- بريغيجاديه فوهرر كارل فرانك. في منتصف أكتوبر 1939، قرر أيخمان وستاهليكر البدء في تنفيذ خطة نيسكو.  
في 29 أبريل 1940، وصل إلى أوسلو، النرويج،  حيث شغل مناصب مختلفة، أبرزها قائد حوالي 200 من أعضاء أينزاتسغروبن في شرطة الأمن والشرطة الأمنية الألمانية. تمت ترقيته إلى غس إس- أوبرفورر.  خلفه هاينريش فيليس في هذا المنصب في خريف 1940. 

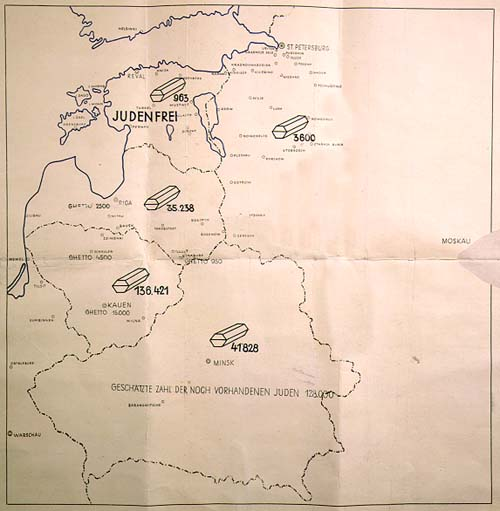